# Suits
Suits är en amerikansk TV-serie i genren advokatdrama från 2011 med Gabriel Macht och Patrick J. Adams i huvudrollerna. Serien sänds i USA på USA Network och i Sverige på SVT.
Serien sändes i nio säsonger innan den avslutades 2019. En uppföljare, Suits LA, hade premiär 2025.

## Handling
Serien utspelar sig i New York och handlar om Harvey Specter, en av New Yorks främsta advokater som nyligen blivit befordrad till senior partner på den prestigefyllda fullservicefirman Pearson Hardman, och tvingas av företagets policy att anställa en biträdande jurist. Efter en oavsiktlig intervju med Mike Ross - ett geni med fotografiskt minne - är Harvey imponerad av den yngre mannens  intelligens och kvicka tänkande, hans juridiska kunskaper, och hans genuina önskan att bli advokat, och anställer honom. Men på grund av det faktum att Mike saknar juristexamen, och eftersom företaget föredrar Harvardalumner, blir de båda tvingade till att låtsas att Mike har en Harvardexamen.

## Skådespelare
- Gabriel Macht - Harvey Specter
- Patrick J. Adams - Mike Ross
- Rick Hoffman - Louis Litt
- Meghan Markle - Rachel Zane
- Sarah Rafferty - Donna Paulsen
- Gina Torres - Jessica Pearson

## Avsnitt
| Säsong | Säsong   | Avsnitt | Sändningsperiod | Sändningsperiod   | DVD/Blu-ray   | DVD/Blu-ray              | DVD/Blu-ray       | DVD/Blu-ray          |
| Säsong | Säsong   | Avsnitt | Säsongsstart    | Säsongsavslutning | Region 1, USA | Region 2, Storbritannien | Region 2, Sverige | Region 4, Australien |
| ------ | -------- | ------- | --------------- | ----------------- | ------------- | ------------------------ | ----------------- | -------------------- |
|        | Säsong 1 | 12      | 23 juni 2011    | 8 september 2011  | 1 maj 2012    | 30 april 2012            | 12 september 2012 | 7 juni 2012          |
|        | Säsong 2 | 16      | 14 juni 2012    | 21 februari 2013  | 28 maj 2013   | 15 april 2013            |                   | 13 februari 2014     |
|        | Säsong 3 | 16      | 16 juli 2013    | 10 april 2014     | 27 maj 2014   | 9 juni 2014              |                   | 2 oktober 2014       |
|        | Säsong 4 | 16      | 11 juni 2014    | 4 mars 2015       | 28 april 2015 | 8 juni 2015              |                   |                      |
|        | Säsong 5 | 16      | 24 juni 2015    | 2 mars 2016       |               |                          |                   |                      |
|        | Säsong 6 | 16      | 13 juli 2016    | 1 mars 2017       |               |                          |                   |                      |
|        | Säsong 7 | 16      | 12 juli 2017    | 25 april 2018     |               |                          |                   |                      |
|        | Säsong 8 | 16      | 18 juli 2018    | 27 februari 2019  |               |                          |                   |                      |
|        | Säsong 9 | 10      | 17 juli 2019    | 25 september 2019 |               |                          |                   |                      |